# East Warburton
East Warburton – kotlina w stanie Australia Południowa. Prawdopodobnie zawiera krater uderzeniowy o średnicy co najmniej 200 km pochodzący z karbonu.